# Dongsi, Liaoning
Dongsi (kinesiska: 东四, 东四街道) är en sockenhuvudort i Kina. Den ligger i provinsen Liaoning, i den nordöstra delen av landet, omkring 120 kilometer sydväst om provinshuvudstaden Shenyang. Antalet invånare är 28 588. Befolkningen består av 14 155 kvinnor och 14 433 män. Barn under 15 år utgör 15,0 %, vuxna 15-64 år 75 %, och äldre över 65 år 8,0 %.
Runt Dongsi är det tätbefolkat, med 442 invånare per kvadratkilometer. Närmaste större samhälle är Haizhou, 10,8 km sydost om Dongsi. Trakten runt Dongsi består till största delen av jordbruksmark.
Genomsnittlig årsnederbörd är 976 millimeter. Den regnigaste månaden är juli, med i genomsnitt 249 mm nederbörd, och den torraste är januari, med 7 mm nederbörd.